# William Miller (historiador)
William Miller (8 de diciembre de 1864-23 de octubre de 1945) fue un medievalista y periodista nacido en Gran Bretaña.

## Biografía
Hijo del propietario de una mina de Cumberland, Miller se educó en Rugby School y Oxford, donde obtuvo un doble primero, y se colegio como abogado en 1889, pero nunca ejerció la abogacía. Se casó con Ada Mary Wright en 1895, y en 1896 publicó The Balkans, seguido en 1898 por Travels and Politics in the Near East.
En 1903, Miller y su esposa se fueron de Inglaterra a Italia y, a pesar de un esfuerzo de Ronald Burrows para contratarlo como el primer titular de la Cátedra de Historia , Lengua y Literatura griega moderna y bizantina en la Universidad de Londres, Miller y su esposa pasaron el resto de sus vidas en el extranjero. Vivieron en Roma (en Via Palestro 36) hasta 1923, cuando a Miller la llegada al poder de Benito Mussolini no le agrado, y se trasladaron a Atenas. Allí estuvo asociado con la Escuela Británica de Atenas hasta la invasión alemana de Grecia en 1941. Durante su estadía en Roma y Atenas, Miller también se desempeñó como corresponsal del The Morning Post.
Juntos, la pareja vivió en el Ocean View Hotel en Durban, Sudáfrica, por el resto de sus vidas. Miller murió allí en 1945, mientras que Ada Mary le sobrevivió cinco años. No tuvieron hijos.

## Obras
Miller estaba particularmente interesado en el período franco de la historia griega, que abarca los principados cruzados establecidos en suelo griego después de la cuarta cruzada. Fue uno de los eruditos más eminentes del tema a principios del siglo XX y produjo una serie de estudios «emblemáticos».
Aunque su trabajo muestra una «visión romántica de las cruzadas y la expansión franca en el Mediterráneo Oriental», típica de las tendencias occidentales del siglo XIX sobre el tema, y se considera «claramente desactualizado» dada la investigación realizada en las últimas décadas, ha tenido una gran influencia y sigue siendo ampliamente utilizado hasta el día de hoy. Particularmente el The Latins in the Levant de 1908 ha «permanecido durante décadas como el relato narrativo estándar en idioma inglés del período», y sigue siendo «la principal referencia para los estudiantes universitarios en busca de información sobre la Grecia medieval». Su influencia también se ha sentido en Grecia, donde ya entre 1909 y 1910 el erudito griego Spirídon Lámpros publicó una traducción griega ampliada de la obra.

## Obras seleccionadas
- The Balkans: Roumania, Bulgaria, Servia, and Montenegro. Nueva York y Londres: G. P. Putnams's Sons and T. Fisher Unwin. 1896.
- Travels and Politics in the Near East. Londres: T. Fisher Unwin. 1898.
- Greek Life in Town and Country. Londres: George Newnes, Limited. 1905.
- The Latins in the Levant. Londres: John Murray. 1908.
- The Ottoman Empire and its Successors, 1801-1922 (2.ª edición). Cambridge: At the University Press. 1923.
- Essays on the Latin Orient. Cambridge: At the University Press. 1921.
- History of the Greek People (1821-1921); with an Introduction by G. P. Gooch. Londres: Methuen and Co. Ltd. 1922.
- Empire of Trebizond, the Last Greek Empire. Londres: Society for Promoting Christian Knowledge. 1926.